# Sam Jones (cestista 1978)
Samuel Lee Jones III, detto Sam (29 aprile 1978), è un ex cestista e allenatore di pallacanestro statunitense naturalizzato olandese.

## Palmarès

### Giocatore
- Campionato olandese: 2

EBBC Den Bosch: 2005-06 · 2006-07

### Allenatore
- Campionato olandese: 1

EiffelTowers: 2014-15
- Coppa d'Olanda: 1

Den Bosch: 2016